# Jaagpad 11 (Gouda)

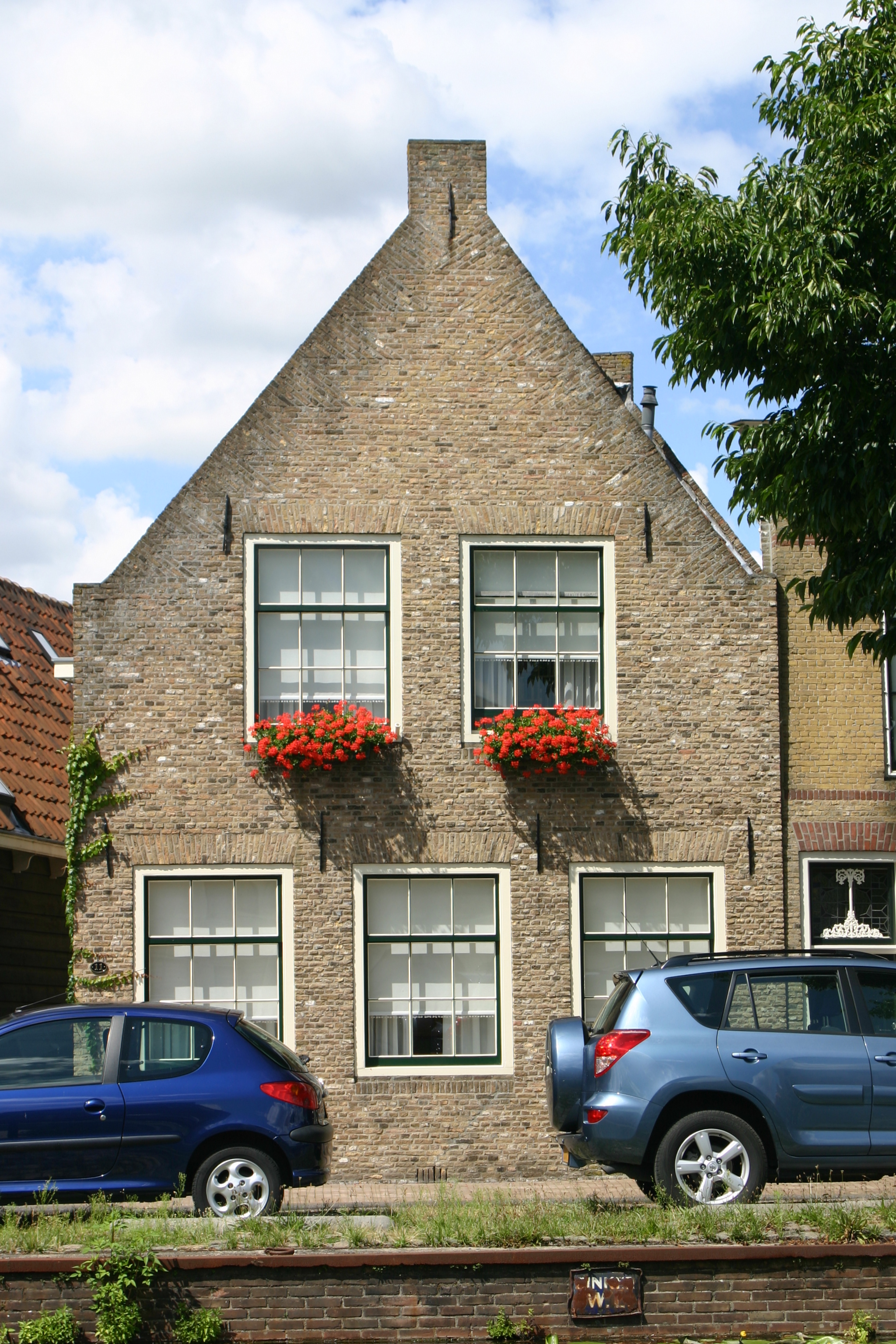
Het pand aan het Jaagpad 11 te Gouda anno 2010

Jaagpad 11 in Gouda is een woonhuis dat op de lijst van rijksmonumenten staat.

## Beschrijving
Het huis was oorspronkelijk het woongedeelte van een boerderij uit het midden van de 18e eeuw. In het naastliggende pand Jaagpad 12/13 is nog de oorspronkelijke stal te herkennen. De naam Jaagpad verwijst naar het pad langs de Gouwe, dat deel was van de waterweg tussen de Zuiderzee en Antwerpen. De boerderij fungeerde in vroeger eeuwen als het punt waar de paarden voor de trekschuit naar Amsterdam ververst werden. In het begin van de 20e eeuw werd de boerderij gekocht door de plateelfabriek Goedewaagen. Die bracht in de stal de opslag van klei onder en in het woonhuis kwam een laboratorium. In 1975 verliet de plateelfabriek Gouda waarna de boerderij gerestaureerd en (weer) voor bewoning geschikt gemaakt werd. Daarbij werd de hoogte van het woonhuis gewijzigd en de gevel van de pleisterlaag ontdaan. Tevens werd de gevelindeling gewijzigd door uitbreiding van het aantal vensters.